# Saleh Selim
Mohamed Saleh Mohamed Selim (arabe : محمد صالح محمد سليم) (né le 11 septembre 1930 au Caire en Égypte et mort le 6 mai 2002 à Londres en Angleterre) est un footballeur international égyptien, qui évoluait au poste d'attaquant, avant de devenir ensuite dirigeant de football.
Joueur phare du club de sa ville natale, Al Ahly, il en devient ensuite le président.

## Biographie

### Carrière de joueur

#### Carrière en club
Il joua dans deux clubs, Al Ahly SC et Grazer AK. Avec le club autrichien, il termina neuvième du championnat en 1963. Avec le club égyptien, il remporta douze championnats égyptiens, huit coupes, une coupe de Syrie en 1960 et une Ligue du Caire en 1950.

#### Carrière en sélection
En tant qu'attaquant, Saleh Selim fut international égyptien entre 1950 et 1962.
Il participa à la CAN 1959. Il ne joua pas contre l'Éthiopie, mais il fut titulaire contre le Soudan en finale. Il remporta ce tournoi.
Il participa aux Jeux olympiques de 1960, où il ne joue qu'un match sur les trois, en tant que titulaire contre la Bulgarie. L'Égypte fut éliminée au premier tour.
Il participa à la CAN 1962, où il fut titulaire contre l'Ouganda et inscrivit un but à la 57e minute et titulaire en finale, mais il fut finaliste de ce tournoi.

### Carrière de dirigeant

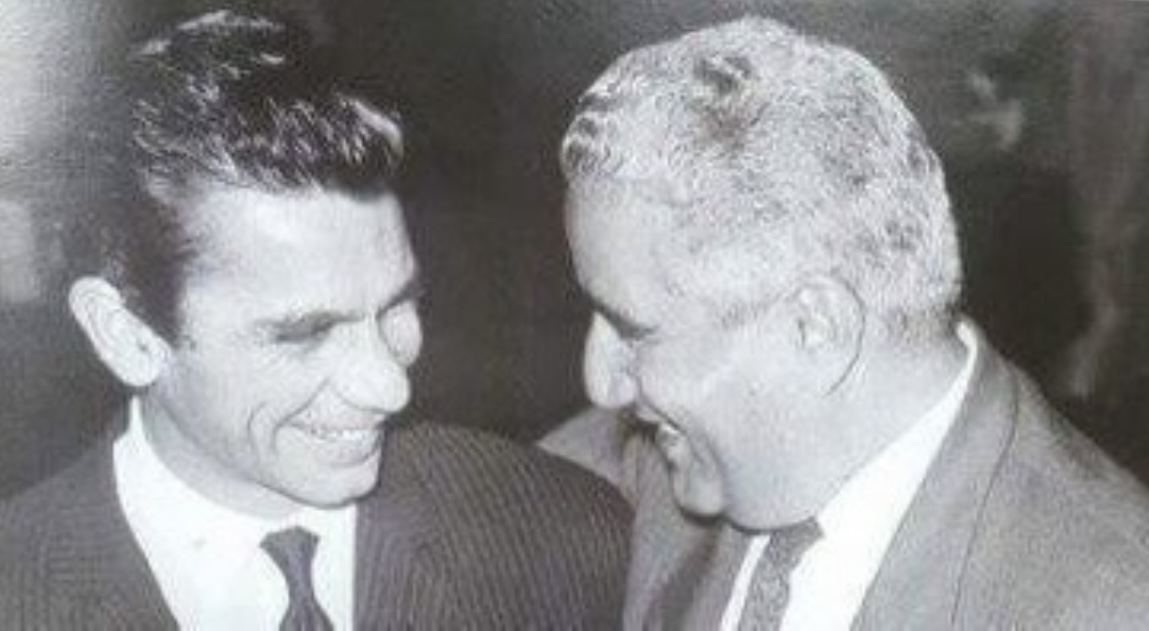
Selim et Helmi Zamora en 1967

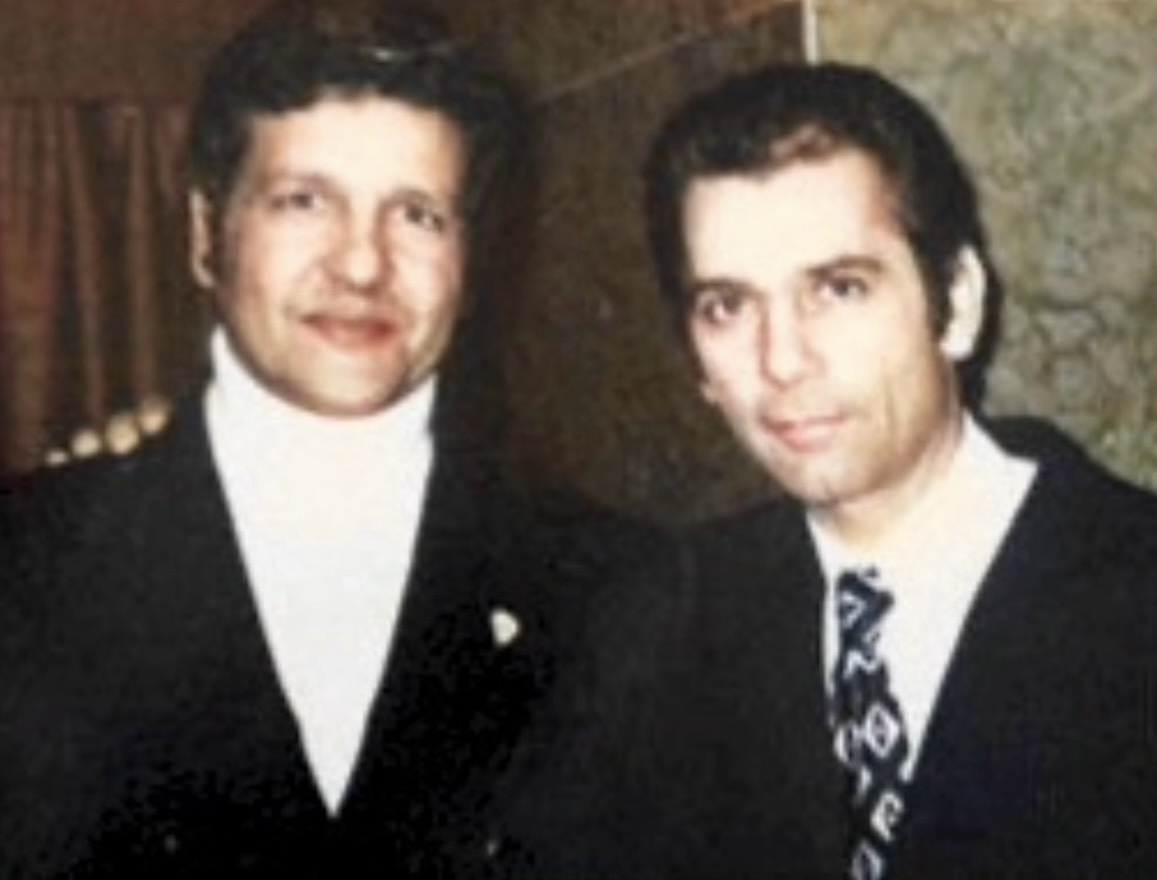
Selim et Zaki Osman en 1973

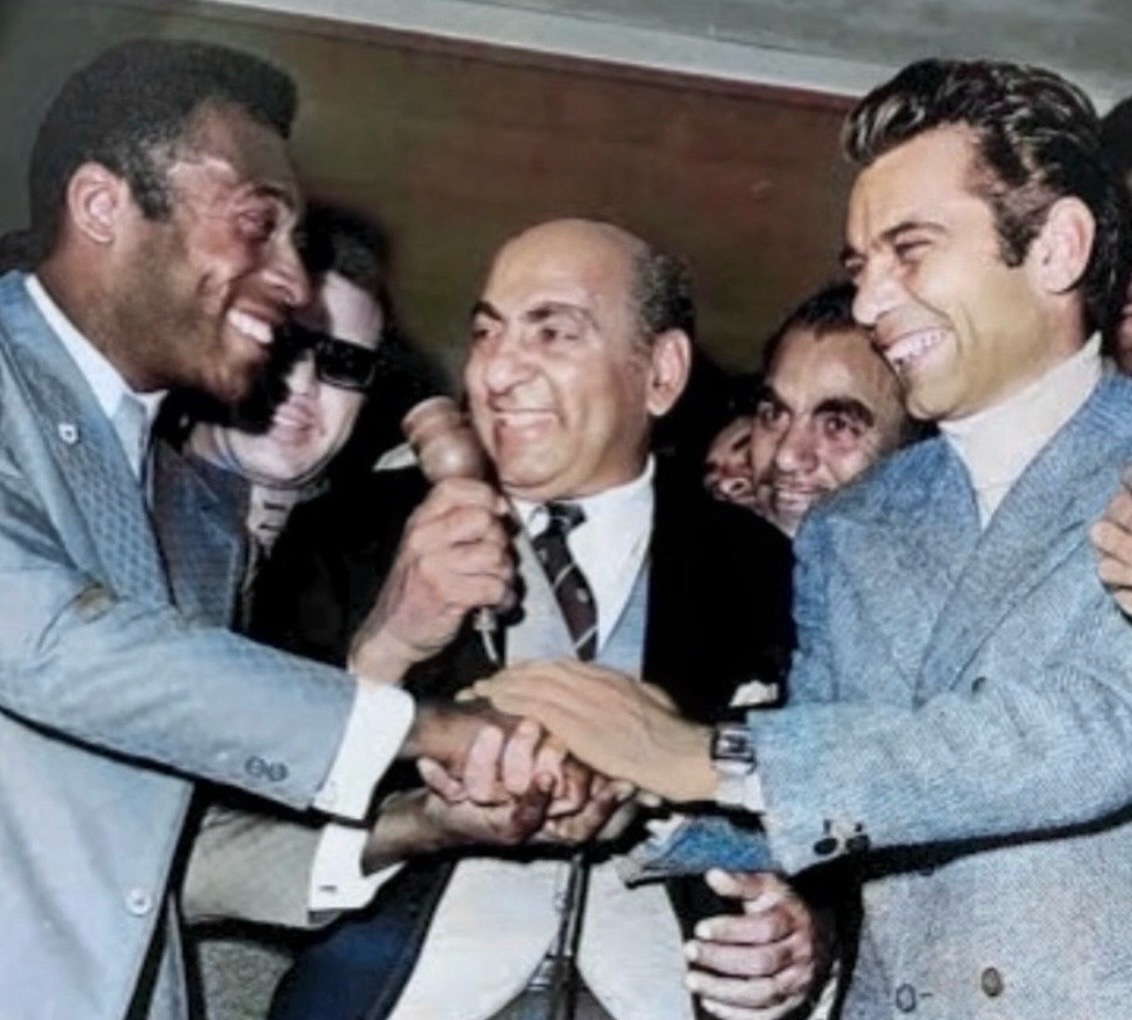
Selim (à droite) serrant la main de Pelé avec Mohamed Latif au milieu, Le Caire en 1973

Il fut élu deux fois président du club Al Ahly SC entre décembre 1980 et décembre 1988 et février 1992 et mai 2002. Il gagna en tant que président de nombreux trophées nationaux, arabes et africains.

### Carrière dans le cinéma
Grâce à ses succès dans le monde du football, Saleh Selim fut un acteur et joua dans trois films : ElSabaa' Banat (« Les Sept filles »), al-Shoumoua al-Sawdaa (« Les bougies noires ») et al-Bab al-Maftouh (« La Porte ouverte »).

### Vie privée
Son père, Moamed Salem, fut un physicien reconnu de tous. Il avait deux frères, Abdel Wahad Selim  et Tarek Selim (il joua la finale de la CAN 1962). Il eut deux enfants, Khaled et Hisham Selim, le second étant un acteur comme le fut son père.

## Palmarès

### En tant que joueur
- Coupe d'Égypte de football
  - Vainqueur en 1949, en 1950, en 1951, en 1953, en 1956, en 1958, en 1961 et en 1966
  - Finaliste en 1952 et en 1959
- Championnat d'Égypte de football
  - Champion en 1949, en 1950, en 1951, en 1952, en 1953, en 1954, en 1955, en 1956, en 1957, en 1958, en 1959 et en 1961
- Coupe de Syrie de football
  - Vainqueur en 1960
- Ligue du Caire
  - Vainqueur en 1950

### En tant que président
- Coupe d'Égypte de football
  - Vainqueur en 1981, en 1983, en 1984, en 1985, en 1992, en 1993, en 1996 et en 2001
- Championnat d'Égypte de football
  - Champion en 1981, en 1982, en 1985, en 1986, en 1987, en 1994, en 1995, en 1996, en 1997, en 1998, en 1999 et en 2000
- Ligue des champions de la CAF
  - Vainqueur en 1982, en 1987 et en 2001
  - Finaliste en 1983
- Coupe d'Afrique des vainqueurs de coupe de football
  - Vainqueur en 1984, en 1985, en 1986 et en 1993
- Coupe afro-asiatique des clubs de football
  - Vainqueur en 1988
- Ligue des champions arabes
  - Vainqueur en 1996
  - Finaliste en 1997
- Coupe arabe des vainqueurs de coupe de football
  - Vainqueur en 1994
- Supercoupe arabe
  - Vainqueur en 1997 et en 1998